# Piazza della Libertà (Macerata)
Piazza della Libertà è una piazza di Macerata risalente al 500 progettata da Cassiano Da Fabriano.

## Storia
Il Cinquecento è sicuramente il secolo d'oro per la città di Macerata; infatti in tali anni vi è una fiorente vita sia a livello politico-burocratico sia a livello economico. Nei primi anni del secolo c'era grande pericolo di invasione da parte dei Lanzichenecchi e di altre truppe straniere, così si decise di concludere i lavori alla cinta muraria con un sistema bastionato sangallese, che cingeva sia il Borgo Novo (in epoca moderna diventato Corso Garibaldi) sia il Borgo Vecchio (cioè Via Mozzi), tra Porta Montana e Porta Romana, con la costruzione di vari fortini penetrativi verso l'esterno, che permettevano una migliore difesa-offesa. Nei primi anni si decise di ristrutturare la piazza centrale; tali lavori furono affidati in parte a Cassiano Da Fabriano, che realizzò la Loggia dei Mercanti, in parte all'architetto della Santa Casa di Loreto Lattanzio Ventura.

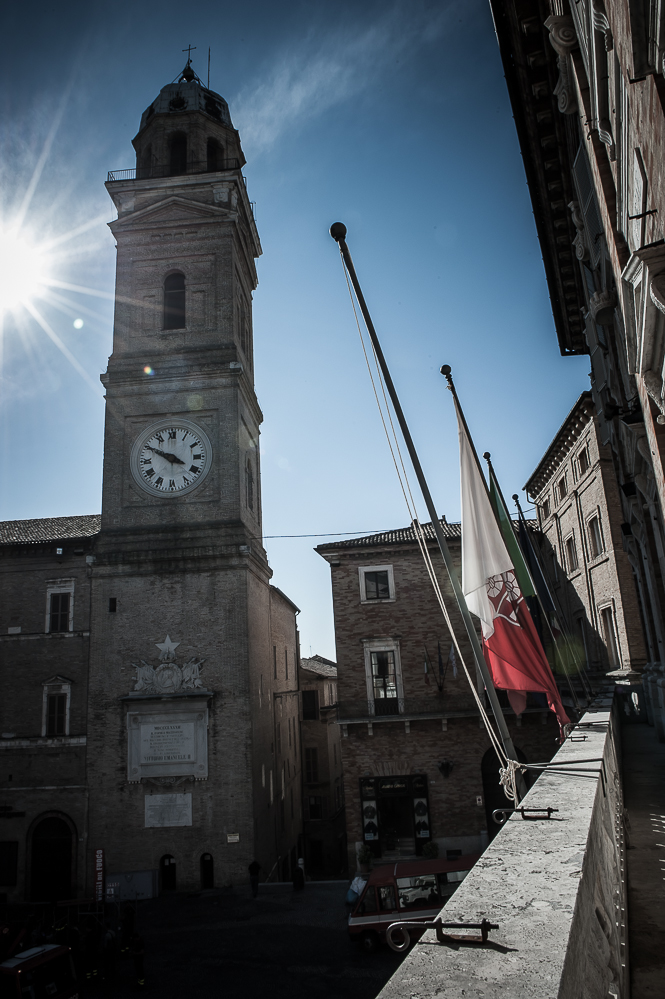
Torre Civica o Torre dei Tempi

Questi ridisegnarono la forma della piazza, che divenne trapezoidale, abbatterono due chiese ed alcune case private, furono edificati il Palazzo Legatizio, il Palazzo allo Studio, quest'ultimo nuova sede universitaria (poi diventata sede del comune), si costruì un nuovo Palazzo comunale e ripresero i lavori per la costruzione della Torre civica, si ricostruì la Strada Grande (poi diventata Via Matteotti) e a fine secolo, vista la mancanza di spazio, si permise la costruzione di abitazioni fuori dalle mura e si ampliò il vecchio Borgo San Giuliano (chiamato anche "Fosse", vista la sua notevole pendenza), si cominciò a costruire fuori porta Romana (poi diventata Corso Cavour) e soprattutto si rivitalizzò la zona creata nel secolo precedente per ospitare i malati di peste, cioè Borgo San Giovanni Battista (poi diventato Corso Cairoli).
Nel 2015, inoltre, nella piazza viene reinstallato l'orologio astronomico presente già nel cinquecento comprendente un carosello dei Magi che rendono onore alla Madonna.

## Luoghi d'interesse
- Torre civica detta anche Torre dei Tempi per la presenza di un orologio astronomico.
- Teatro Lauro Rossi
- Loggia dei Mercanti
- Palazzo del Governo (1200)
- Palazzo del Comune - Il primo progetto prevedeva un loggiato sovrapposto, Giovan Battista Cavagna, cui erano stati affidati successivamente i lavori chiuse il loggiato superiore. Destinato all'Università, solo nel 1665 divenne sede Comunale, assunse l'aspetto attuale nel XIX secolo. [1]
- Sede Università (1229)
- Chiesa/auditorium San Paolo - Attualmente auditorium, la chiesa fu costruita tra il 1623 e il 1655 su progetto dell'arch. Giovanni Ambrogio Mazenta, incompiuta per la mancata realizzazione della facciata, l'interno è invece riccamente decorato. [1]

## Galleria d'immagini

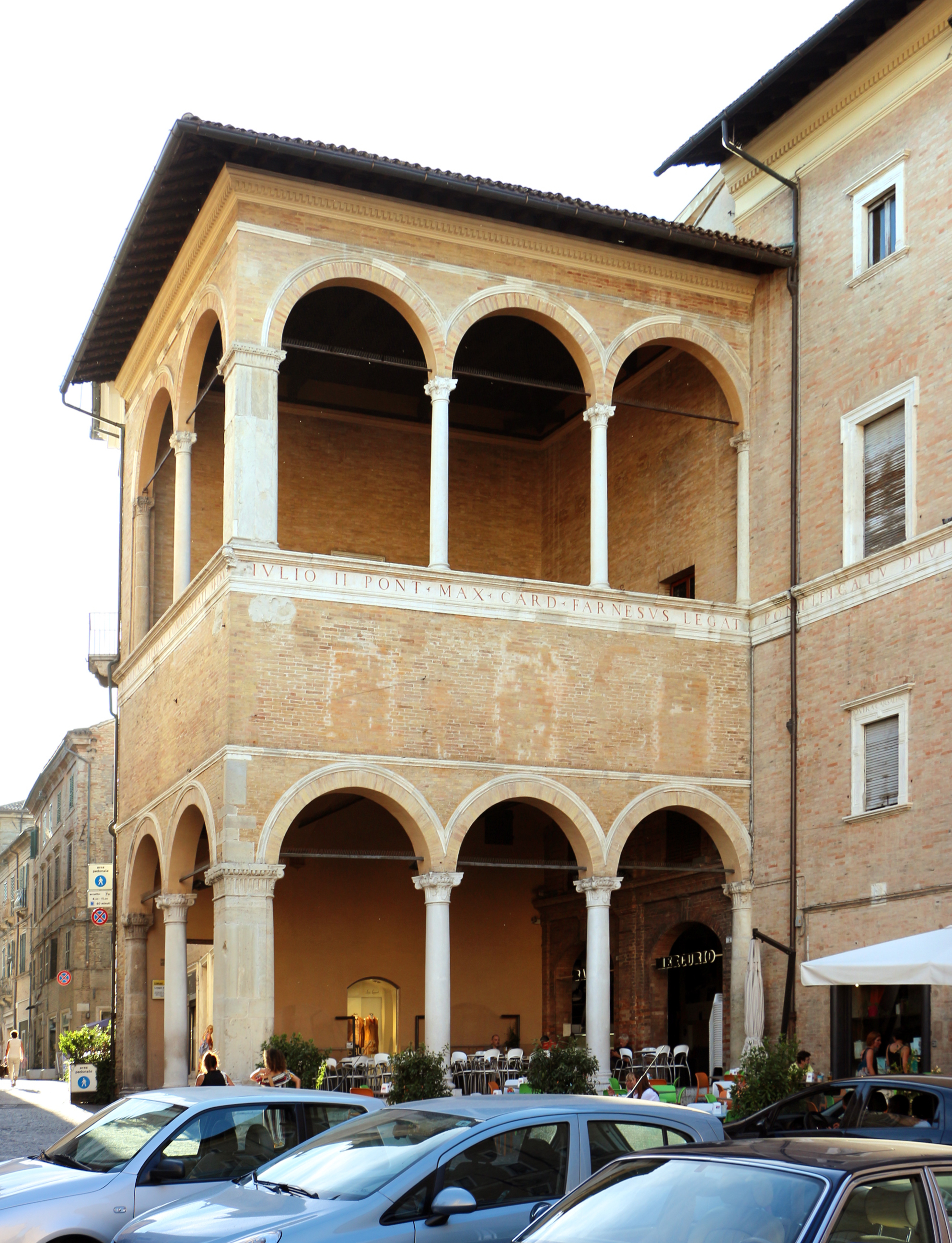
Loggia dei Mercanti
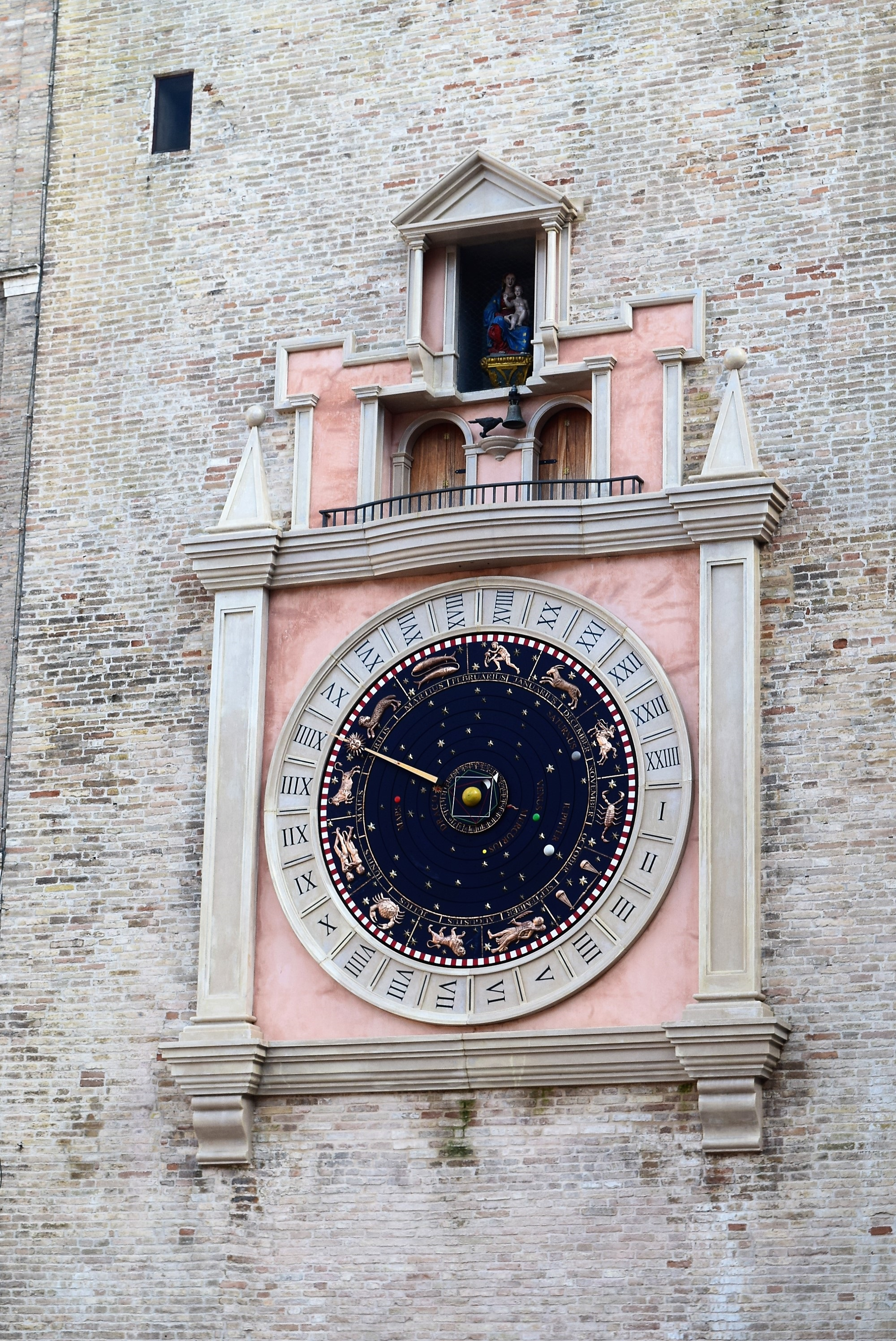
Orologio Astronomico
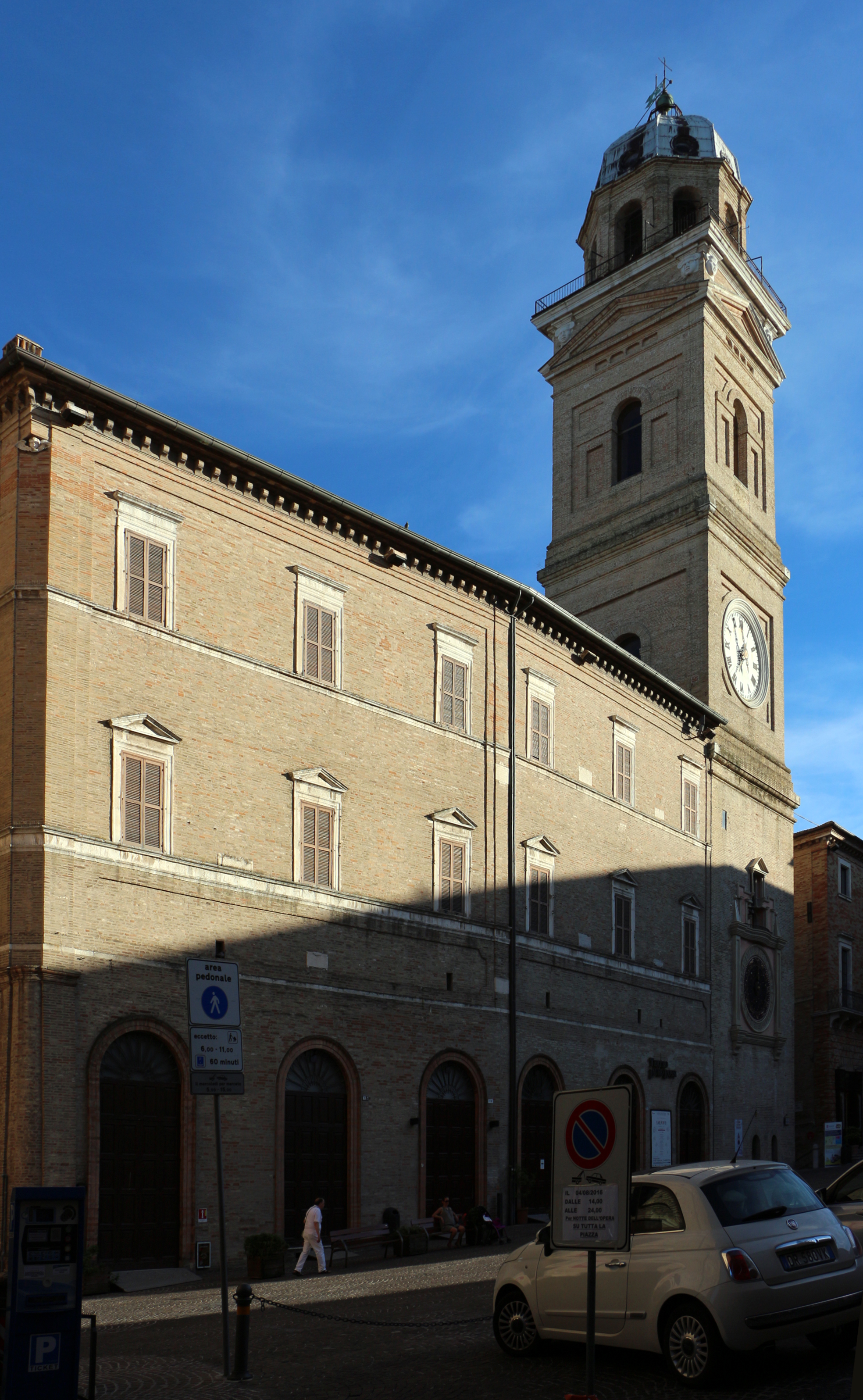
Il teatro e la Torre
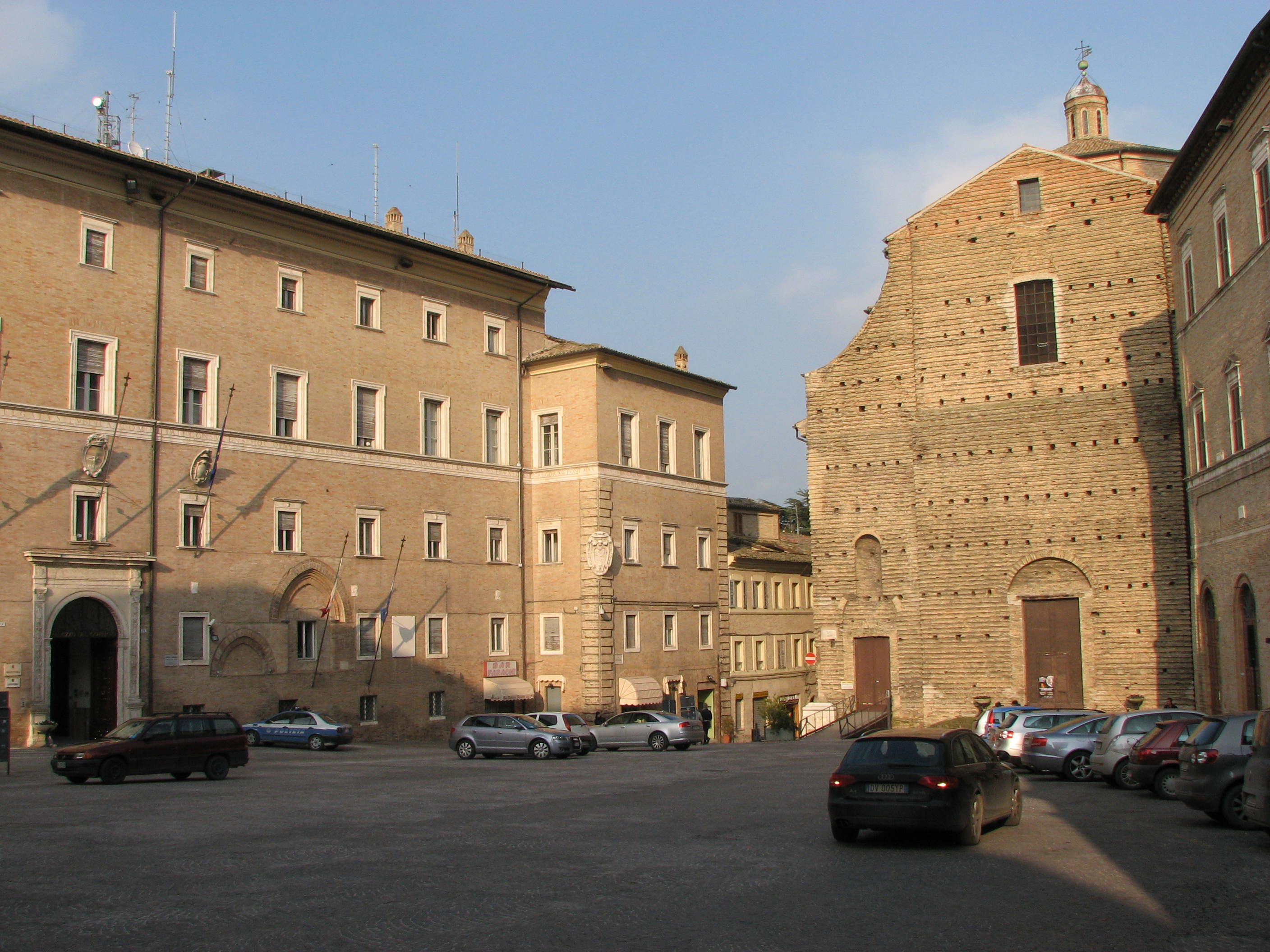
Chiesa San Paolo e Palazzo del Governo
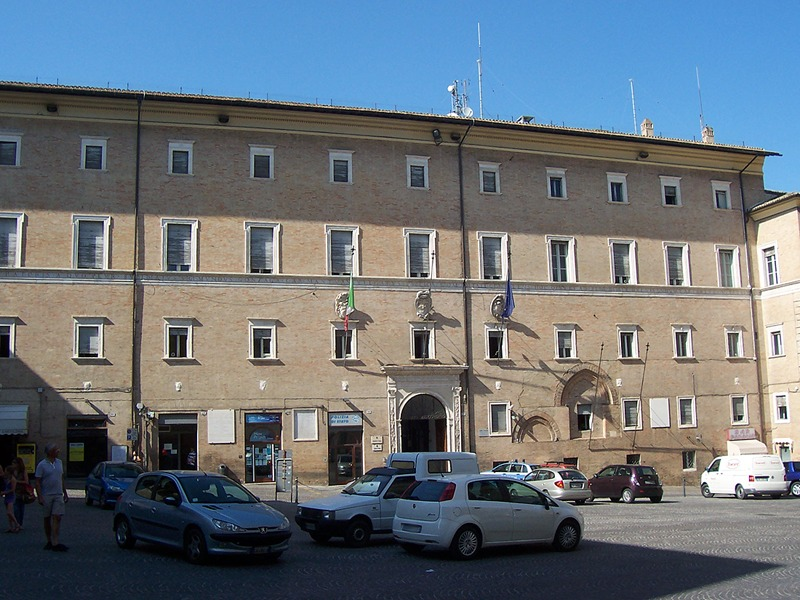
Palazzo del Governo